# ملانی مارشال
ملانی مارشال (به انگلیسی: Melanie Marshall) (زادهٔ ۱۲ ژانویهٔ ۱۹۸۲) شناگر اهل بریتانیا است.